# Oediplexia
Oediplexia is een geslacht van vlinders van de familie uilen (Noctuidae), uit de onderfamilie Amphipyrinae.

## Soorten
- O. citrophila Berio, 1962
- O. mesophaea Hampson, 1908